# Diagnostic and Statistical Manual of Mental Disorders
 For alternative betydninger, se DSM. (Se også artikler, som begynder med DSM)
Diagnostic and Statistical Manual of Mental Disorders (forkortet DSM) er det amerikanske diagnose- og klassifikationssystem for psykiske forstyrrelser og de kriterier, der skal være opfyldt for at hver enkelt diagnose kan stilles.
Den nyeste udgave, DSM-V der er den femte version af systemet, blev udgivet i 2013.
I Danmark er det officielle diagnosesystem WHO's ICD-10, men ligesom i andre lande, foretrækkes DSM-IV til forskningsformål og i visse andre tilfælde. For eksempel benyttes kriterierne fra DSM-IV, når man skal bedømme om en person har en narcissistisk personlighedsforstyrrelse. ICD-10 indeholder, i modsætning til DSM-IV, samtlige sygdomme og helbredsrelaterede lidelser, dvs. ikke kun psykiatriske diagnoser (de ligger i ICD-10's kapitel V). Trods visse undtagelser, er der en høj grad af overensstemmelse mellem de diagnostiske kriterier for psykiatriske lidelser i de to systemer.

## DSM-5: den nyeste version
Den nyeste (femte) version af DSM er i blev publiceret i maj 2013. Den blev udgivet af American Psychiatric Association (APA).

## Eksterne links
- Side med liste over de forskellige diagnoser i DSM-IV (engelsk) Arkiveret 1. maj 2012 hos  Wayback Machine

| Lægevidenskab | Spire Denne artikel om lægevidenskab er en spire som bør udbygges. Du er velkommen til at hjælpe Wikipedia ved at udvide den. |